# Höfats- und Rauheckgruppe
Höfats- und Rauheckgruppe – podgrupa pasma Alp Algawskich. Leży w Niemczech, w Bawarii na pograniczu z Austrią
Najwyższe szczyty:
- Höfats (2258m),
- Rauheck (2384m),
- Kreuzeck (2376m),
- Muttekopf (2284m),
- Jochspitze (2232m).